# Ruth Kellerhals
Ruth Kellerhals (* 17. Juli 1957) ist eine Schweizer Mathematikerin, die sich mit hyperbolischer Geometrie befasst.

## Leben
Kellerhals besuchte das Gymnasium in Basel und studierte an der Universität Basel mit dem Diplom 1982 bei Heinz Huber (Über die Endlichkeit der Isometriegruppe einer kompakten Riemannschen Mannigfaltigkeit negativer Krümmung) und der Promotion 1988 (Über den Inhalt hyperbolischer Polyeder in Dimensionen drei und vier) bei Hans-Christoph Im Hof. 1983/84 studierte sie außerdem an der Universität Grenoble (Institut Fourier). 1995 habilitierte sie sich an der Universität Bonn, wo sie 1989 bis 1995 am Max-Planck-Institut für Mathematik war. Sie war dort auch Assistentin von Friedrich Hirzebruch. Ab 1995 war sie Assistenzprofessorin an der Universität Göttingen, ab 1999 Titularprofessorin an der Universität Bordeaux I und ab 2000 Professorin an der Universität Freiburg (Schweiz), an der sie schon 1998/99 Gastprofessor war.
Sie befasst sich mit hyperbolischer Geometrie, geometrischer Gruppentheorie und Geometrie diskreter Gruppen, diskreter und konvexer Geometrie, Volumina von Mannigfaltigkeiten und Polylogarithmen.
Ruth Kellerhals befasste sich auch mit dem Werk von Ludwig Schläfli.
Sie war unter anderem Gastwissenschaftlerin am MSRI, IHES, Mittag-Leffler-Institut, der State University of New York at Stony Brook, dem RIMS in Kyoto, der City University Osaka, der ETH Zürich, der Universität Bern und der Universität Auckland, in Helsinki, Berlin und Budapest.
Sie ist Bürgerin von Hägendorf.

## Schriften
- On the volume of hyperbolic polyhedra. In: Mathematische Annalen 285 (1989), 541–569.
- Nichteuklidische Geometrie und Volumina hyperbolischer Polyeder. In: Math. Semesterberichte 43 (1996), 155–168.
- Shape and size through hyperbolic eyes. In: The Mathematical Intelligencer 17 (1995), S. 21–30.
- Hyperbolic Coxeter groups and space forms. In: E. Ellers (Herausgeber): Proceedings Symposium "The Coxeter Legacy: Reflections and Projections". Toronto, Fields Institute 2004.